# Glypta tamanukii
Glypta tamanukii är en stekelart som beskrevs av Tohru Uchida 1928. Glypta tamanukii ingår i släktet Glypta och familjen brokparasitsteklar. Inga underarter finns listade i Catalogue of Life.